# Orchamps
Cet article possède un paronyme, voir Ornans.
Pour les articles homonymes, voir Orchamps (homonymie).
Orchamps est une commune française située dans le département du Jura, dans la région culturelle et historique de Franche-Comté et la région administrative Bourgogne-Franche-Comté.

## Géographie

### Climat
Pour des articles plus généraux, voir Climat de la Bourgogne-Franche-Comté et Climat du département du Jura.
En 2010, le climat de la commune est de type climat océanique dégradé des plaines du Centre et du Nord, selon une étude du Centre national de la recherche scientifique s'appuyant sur une série de données couvrant la période 1971-2000. En 2020, Météo-France publie une typologie des climats de la France métropolitaine dans laquelle la commune est exposée à un climat semi-continental et est dans la région climatique  Jura, caractérisée par une forte pluviométrie en toutes saisons (1 000 à 1 500 mm/an), des hivers rigoureux et un ensoleillement médiocre. 
Pour la période 1971-2000, la température annuelle moyenne est de 10,6 °C, avec une amplitude thermique annuelle de 17,2 °C. Le cumul annuel moyen de précipitations est de 1 034 mm, avec 12,6 jours de précipitations en janvier et 9 jours en juillet. Pour la période 1991-2020, la température moyenne annuelle observée sur la station météorologique de Météo-France la plus proche, « Dole », sur la commune de Dole à 14 km à vol d'oiseau, est de 11,6 °C et le cumul annuel moyen de précipitations est de 1 023,0 mm. 
La température maximale relevée sur cette station est de 40 °C, atteinte le 31 juillet 2020 ; la température minimale est de −24 °C, atteinte le 10 janvier 1985,,. 
Les paramètres climatiques de la commune ont été estimés pour le milieu du siècle (2041-2070) selon différents scénarios d'émission de gaz à effet de serre à partir des nouvelles projections climatiques de référence DRIAS-2020. Ils sont consultables sur un site dédié publié par Météo-France en novembre 2022.

## Urbanisme

### Typologie
Au 1er janvier 2024, Orchamps est catégorisée bourg rural, selon la nouvelle grille communale de densité à sept niveaux définie par l'Insee en 2022.
Elle est située hors unité urbaine. Par ailleurs la commune fait partie de l'aire d'attraction de Besançon, dont elle est une commune de la couronne,. Cette aire, qui regroupe 310 communes, est catégorisée dans les aires de 200 000 à moins de 700 000 habitants,.

### Occupation des sols
L'occupation des sols de la commune, telle qu'elle ressort de la base de données européenne d’occupation biophysique des sols Corine Land Cover (CLC), est marquée par l'importance des territoires agricoles (56,3 % en 2018), en diminution par rapport à 1990 (57,9 %). La répartition détaillée en 2018 est la suivante : 
terres arables (45,4 %), forêts (30,3 %), prairies (10 %), zones urbanisées (8,9 %), eaux continentales (4,4 %), zones agricoles hétérogènes (1 %). L'évolution de l’occupation des sols de la commune et de ses infrastructures peut être observée sur les différentes représentations cartographiques du territoire : la carte de Cassini (XVIIIe siècle), la carte d'état-major (1820-1866) et les cartes ou photos aériennes de l'IGN pour la période actuelle (1950 à aujourd'hui).

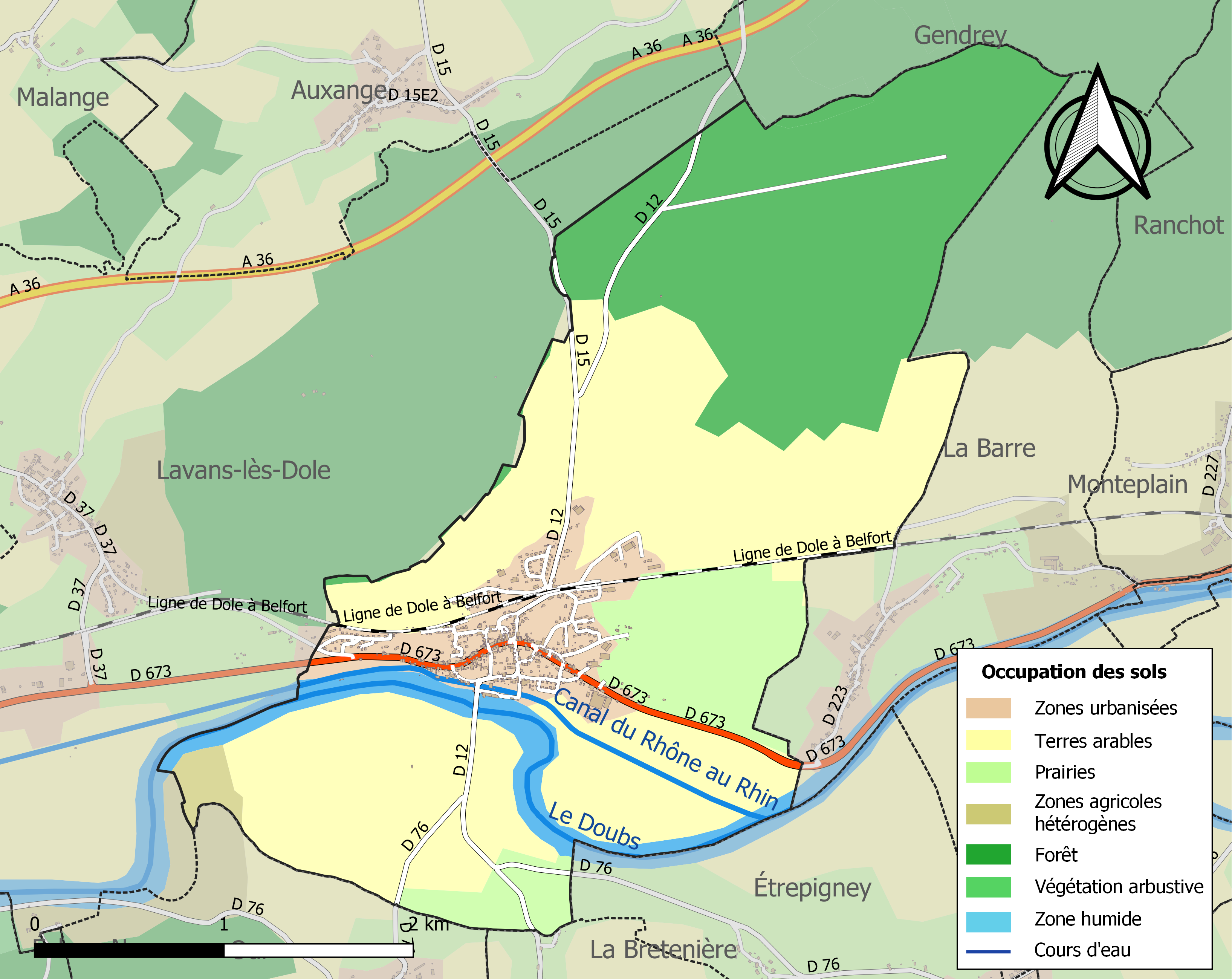
Carte des infrastructures et de l'occupation des sols de la commune en 2018 (CLC).

## Toponymie
Le nom de la localité est attesté sous la forme latinisée in villa Horchiensi en 1062 (latinisation tardive), Orchens en 1134.
Pour Albert Dauzat et Charles Rostaing, il s'agit du nom de personne germanique Horsco, suivi du suffixe -ing-, au pluriel roman -os, qui a donné les noms en -ans dans la région.

## Histoire
La commune est située sur le passage de la voie romaine de Besançon à Verdun-sur-le-Doubs.
En juin 2013 fut organisée à la Maison du Patrimoine une exposition sur les rouets.

### Héraldique
|  | Les armes de la commune se blasonnent ainsi : D'azur au chevron d'or accompagné de trois glands renversés du même, la cupule de sable. |

## Politique et administration
| Période   | Période   | Identité          | Étiquette | Qualité                                               |
| --------- | --------- | ----------------- | --------- | ----------------------------------------------------- |
| mars 1971 | mars 1983 | Yves Cuny         | PS        | Conseiller général du canton de Dampierre (1973-1983) |
| mars 2001 | 2020      | Christian Richard | DVG       | Artisan                                               |
| 2020      | En cours  | Régis Chopin      | DVD       |                                                       |

## Démographie
L'évolution du nombre d'habitants est connue à travers les recensements de la population effectués dans la commune depuis 1793. Pour les communes de moins de 10 000 habitants, une enquête de recensement portant sur toute la population est réalisée tous les cinq ans, les populations de référence des années intermédiaires étant quant à elles estimées par interpolation ou extrapolation. Pour la commune, le premier recensement exhaustif entrant dans le cadre du nouveau dispositif a été réalisé en 2006.

En 2022, la commune comptait 1 048 habitants, en évolution de −5,24 % par rapport à 2016 (Jura : −0,81 %, France hors Mayotte : +2,11 %).
| 1793 | 1800 | 1806 | 1821 | 1831 | 1836 | 1841 | 1846 | 1851 |
| ---- | ---- | ---- | ---- | ---- | ---- | ---- | ---- | ---- |
| 715  | 672  | 834  | 878  | 840  | 880  | 900  | 916  | 893  |

| 1856 | 1861 | 1866 | 1872 | 1876 | 1881 | 1886 | 1891 | 1896 |
| ---- | ---- | ---- | ---- | ---- | ---- | ---- | ---- | ---- |
| 958  | 885  | 803  | 701  | 705  | 683  | 658  | 680  | 701  |

| 1901 | 1906 | 1911 | 1921 | 1926 | 1931 | 1936 | 1946 | 1954 |
| ---- | ---- | ---- | ---- | ---- | ---- | ---- | ---- | ---- |
| 733  | 821  | 832  | 746  | 758  | 758  | 765  | 820  | 884  |

| 1962 | 1968 | 1975  | 1982  | 1990 | 1999  | 2006  | 2011  | 2016  |
| ---- | ---- | ----- | ----- | ---- | ----- | ----- | ----- | ----- |
| 960  | 973  | 1 063 | 1 016 | 936  | 1 010 | 1 016 | 1 051 | 1 106 |

| 2021  | 2022  | - | - | - | - | - | - | - |
| ----- | ----- | - | - | - | - | - | - | - |
| 1 076 | 1 048 | - | - | - | - | - | - | - |

Recensement de la population, janvier 1657 : 112 personnes.

## Lieux et monuments
- Église
- Maison du Patrimoine.
- Croix pattées (2)
- La vallée du Doubs avec :
  - le barrage,
  - le canal du Rhône au Rhin,
  - la véloroute EuroVelo 6.

## Personnalités liées à la commune
- Alfred Lombard (1825-1897), médecin, homme politique né à Orchamps,

### Articles conn.exes
- Liste des communes du Jura
- Anciennes communes du Jura
- Gare d'Orchamps